# Tatort: Schattenlos
Schattenlos ist ein Fernsehfilm aus der Kriminalreihe Tatort. Der vom Westdeutschen Rundfunk unter der Regie von Thomas Stiller produzierte Film wurde am 27. April 2003 im Ersten Programm der ARD ausgestrahlt. Es ist der 24. Fall des Kölner Ermittler-Teams Ballauf und Schenk und die 531. Tatortfolge.

## Handlung
Kommissar Freddy Schenk hat privat in einer Bank zu tun, als er Zeuge eines brisanten Vorfalls wird. Der Bankkunde Stefan Kühn steht mitten im Raum und bittet darum, den Filialleiter Treut zu sprechen. Mit leisen Worten und angsterfüllt erläutert er: „Dies ist ein Überfall.“ und verweist auf einen Sprengsatz an seinem Körper. Alles solle ganz normal weiterlaufen, und er fordert drei Millionen. Über Sprechfunk scheint er mit den Entführern in Verbindung zu stehen. Schenk bemerkt, dass da etwas nicht stimmt und outet sich dem Filialleiter als Polizist. Er gibt Ballauf telefonisch Bescheid, der das SEK benachrichtigt und sich sofort zur Bank begibt. Das SEK bringt sich in Stellung und Ballauf betritt als Kunde getarnt den Schalterraum. Kühn wittert sofort, dass er Polizist ist und verliert die Nerven. Er ruft lautstark: „wieso ist hier Polizei, jetzt wissen die, dass Polizei in der Bank ist........“ und kurz darauf detoniert ein Sprengsatz in dem kleinen Zeitungskiosk vor der Bank. Entsetzt rennt Ballauf aus dem Gebäude, denn er wusste, dass dort ein kleines Mädchen stand, welches er nun am Boden liegend findet und eiligst zu einem Notarzt bringt. Schenk ist noch immer in der Bank und muss tatenlos zusehen, wie ein Maskierter in den Schalterraum eindringt und wahllos umher schießt. In dreißig Minuten solle das Geld da sein, sonst würde alle zehn Minuten eine Geisel sterben. Als der Filialleiter meint, so schnell ginge das nicht, wird er von dem Maskierten sofort erschossen.
Als das Geld übergeben wird, verlassen beide Männer zusätzlich mit einem Kind als Geisel die Bank, sodass das SEK nicht eingreifen kann und sie flüchten können. Ballauf und Schenk übernehmen die Verfolgung und müssen miterleben, wie eine plötzliche Polizeikontrolle an der Landstraße die Geiseln in Gefahr bringt. Kurz darauf finden sie das Fluchtauto und den Jungen unversehrt. Stefan Kühn liegt bewusstlos am Boden und wird vom eintreffenden Rettungsdienst medizinisch versorgt. Ehe man ihn in die Klinik bringt, bittet er darum, jemand möge sich um seine Frau kümmern. Ballauf ist verärgert, dass sie auf die fingierte Polizeikontrolle hereingefallen sind und der Täter nun ungehindert fliehen konnte.
Schenk begibt sich zu Anna Kühn, die davon berichtet, dass Unbekannte ihren Mann mitten in der Nacht entführt hätten. Dabei fällt Schenk auf, dass das Haus fast wie ein Hochsicherheitstrakt mit Überwachungskameras und Alarmanlagen gesichert ist. Kühn ist ein wohlhabender Unternehmer, dem seine Frau sehr wichtig ist. Als Ballauf ihn darüber informiert, dass der Filialleiter Treut und auch das Mädchen überlebt haben, scheint er erleichtert.
Am nächsten Tag suchen Ballauf und Schenk erneut Stefan Kühn auf, der mittlerweile aus der Klinik entlassen wurde. Er ist der Einzige, der ihnen Anhaltspunkte zu den Tätern geben kann. Kühn geht davon aus, dass es drei Männer gewesen sein müssen. Seine Frau wurde betäubt und hätte nichts weiter mitbekommen. Nachdem ihm die Sprengladung angelegt wurde, hätte er alles getan, was die Männer von ihm verlangt hätten. Die Überwachungsanlagen an seinem Haus hätten damit zu tun, dass er im Ausland einschlägige negative Erfahrungen machen musste, was ihn entsprechend geprägt hätte. Einige Aufzeichnung nehmen die Ermittler mit zur Auswertung. Ballauf fällt bei der Durchsicht auf, dass die Männer, die in Kühns Haus eindrangen, Profis sein müssen. Sie bewegten sich „schattenlos“ wie ihre eigenen Leute vom SEK. Sein Gefühl sagt ihm, dass da etwas nicht stimmt. Franziska kann über einen Freund in Erfahrung bringen, dass der BND Kühn in seinen Akten haben muss. Als Ballauf das klären möchte, wird er vom BND abgewiesen.
Inzwischen wird im Wald die Leiche von Lars Gessner gefunden, den jemand mit einer Plastiktüte erstickt hat. Unter Mithilfe des Jungen, der als Geisel genommen wurde, kann Gessner eindeutig als der Täter aus der Bank identifiziert werden. Spuren am Tatort deuten auf zwei weitere Personen und Fingerabdrücke an der Tüte führen zu einem Tatverdächtigen. Als die Ermittler ihn verhaften wollen, ist er flüchtig.
Filialleiter Treut, der offensichtlich ein Verhältnis mit Anna Kühn hat, will sie unbedingt sprechen, doch sie gibt ihm zu verstehen, dass ihre Beziehung beendet ist. Er hält es für möglich, dass ihr Mann hinter ihre Beziehung gekommen ist. Unbeabsichtigt wird er Zeuge, wie Kühn im Wald ein Loch schaufelt und dabei ist, zwei Männer zu ermorden. Kühn ist hochgradig verärgert darüber, dass die beiden Gessner umgebracht hatten, was seinen ganzen Plan gefährdet. Zusätzlich wird er nun auch noch von Treut erpresst. Der will von ihm das Geld vom Überfall, sonst würde er ihn verraten.
Franziska kann in Erfahrung bringen, dass Gessner ein Kendō-Experte war. Nachfragen der Ermittler bei einem entsprechenden Verein bringen zu Tage, dass Gessner hier oft zusammen mit Stefan Kühn trainiert hatte. Somit müssen beide sich kennen, was beweisen würde, dass Kühn selber hinter der Entführung steckt. Da Ballauf nicht entgangen ist, dass Treut mit Kühns Frau ein Verhältnis hat, ist dem Ermittler nun klar, dass Kühn sie die ganze Zeit belogen hat und er bei dem Banküberfall einzig und allein seinen Nebenbuhler aus dem Weg räumen wollte, was nicht nur fehlschlug, sondern auch massiv aus dem Ruder lief.
Auf der Suche nach Kühn kommen Ballauf und Schenk auch hinter die Erpressung und können gerade noch verhindern, dass Kühn auch noch Treut tötet. Beide werden festgenommen.

## Hintergrund
Schattenlos wurde von Colonia Media im Auftrag des WDR  produziert. Die Dreharbeiten erfolgten in Köln und Düren.
Regisseur und Drehbuchautor Thomas Stiller ist in einer kleinen Nebenrolle als Förster zu sehen.

## Rezeption

### Einschaltquoten
Bei seiner Erstausstrahlung am 27. April 2003 wurde die Folge Schattenlos in Deutschland von 9,35  Millionen Zuschauer gesehen, was einem Marktanteil von 26,80 Prozent entsprach.

### Kritiken
tittelbach.tv meint: „Das Ganze ist stark fotografiert, steckt voller unerwarteter Exkurse, ist spannend, obgleich nicht immer durchschaubar.“
Bei Kino.de kommt Tilmann P. Gangloff zu dem Urteil: „Stiller erzählt seinen Thriller fast distanziert. Gerade dem Ehepaar gönnt er kaum Emotionen: Keine einzige Großaufnahme unterbricht den ehelich entfremdeten Alltag. Ohnehin schneidet Stiller äußerst selten. Verhöre zum Beispiel zeigt er in langen Einstellungen, […] so dass auch dieser ‚Tatort‘ aus Köln mal wieder alles andere als ein Krimi von der Stange ist.“
Die Kritiker der Fernsehzeitschrift TV Spielfilm urteilen: „Guter Auftakt, solider Thrill, kühles Ambiente.“

### Trivia
In diesem Tatort fährt Freddy Schenk einen seinerzeit aktuellen Geländewagen Ford Maverick der 2. Generation. Erstmals trägt ein Dienstwagen Freddys Initialen im Kennzeichen (K-FS 1395).